# Зимовейский
Зимовейский — хутор в Иловлинском районе Волгоградской области России. Входит в состав Трёхостровского сельского поселения. Население 136 чел. (2010) .

## История
В соответствии с Законом Волгоградской области от 14 марта 2005 года № 1027-ОД «Об установлении границ и наделении статусом Иловлинского района и муниципальных образований в его составе», хутор вошёл в состав образованного Трёхостровского сельского поселения. 

## География
Расположен в центральной части региона, в степной зоне, у реки Дон, на Донской гряде в южной части Приволжской возвышенности. 
Уличная сеть состоит из пяти  географических объектов: Дружбы пер.,  Заречный пер.,  Луговой пер.,  Степной пер.,  ул. Центральная.

## Население
| 2010 |
| ---- |
| 136  |

Гендерный состав
По данным Всероссийской переписи населения 2010 года в гендерной структуре населения из 136 человек мужчин — 67, женщин — 69 (49,3 и 50,7 % соответственно).
Национальный состав
Согласно результатам переписи 2002 года, в национальной структуре населения
русские составляли  % из общей численности населения в чел. .

## Инфраструктура
Развитое сельское хозяйство. Личное подсобное хозяйство. 
Ведется газификация хутора. Строительство газопровода в х. Зимовейский включено в областную целевую программу «Газификация Волгоградской области на 2013—2017 годы»

## Транспорт
стоит на автодороге муниципального значения. 
Просёлочные дороги. 